# Transa
| Recensione           | Giudizio       |
| -------------------- | -------------- |
| AllMusic             | [ 3 ]          |
| Ondarock             | Pietra miliare |
| storiadellamusica.it | 10/10          |

Transa è il quarto album solista del cantautore brasiliano Caetano Veloso, pubblicato nel 1972 dall'etichetta PolyGram. Come il disco che l'ha preceduto, è stato registrato mentre l'artista era in esilio a Londra, benché sia rientrato in Brasile poco dopo averlo completato.

## Accoglienza
Caetano Veloso ha definito Transa come «una delle mie registrazioni preferite», sentendolo raggiungere un livello di musicalità che gli album precedenti non erano stati in grado di far proprio. L'album ha riscosso un notevole successo tra il pubblico brasiliano, in parte grazie all'inclusione di una nuova versione del motivo samba Mora na Filosofia, originariamente composto da Monsueto, mentre la rivista Rolling Stone l'ha indicato come il decimo tra i cento migliori album musicali brasiliani della storia. Il suo successo avrebbe condotto al fallimento del successivo e molto meno convenzionale album in studio di Veloso, intitolato Araçá Azul.
Nell'agosto 2016, il sito web Pitchfork ha eletto You Don't Know Me, con cui Transa si apre, come la 73ª miglior canzone degli anni settanta. Il giornalista Kevin Lozano, autore di tale recensione, ne ha scritto nei seguenti termini:
(Kevin Lozano)

## Tracce
Tutti i brani sono di Caetano Veloso tranne dove indicato.

### Lato A
1. You Don't Know Me – 3:49
2. Nine Out of Ten – 4:57
3. Triste Bahia – 9:47 (musica: Caetano Veloso, Gregório de Matos)

### Lato B
1. It's a Long Way – 6:07
2. Mora na Filosofia – 6:16 (musica: Monsueto, Arnaldo Passos)
3. Neolithic Man – 4:55
4. Nostalgia (That's What Rock'n Roll Is All About) – 1:22

## Formazione[6]
- Caetano Veloso - voce, chitarra
- Macalé - chitarra, direzione musicale
- Moacir Albuquerque - basso elettrico
- Tuti Moreno - percussioni
- Áureo de Sousa - percussioni